# Лі Ґаньшунь
Лі Ґаньшунь (кит.: 李乾順; піньїнь: Gānshùn), храмове ім'я Чунцзун (кит.: 崇宗; піньїнь: Chongzong; 1083 — 1 липня 1139) — четвертий імператор Західної Ся.

## Основні історичні віхи
Лі Ґаньшунь народився у 1083. На момент смерті батька мав всього три роки від народження і посів імператорський трон у трирічному віці. На момент смерті батька фактичним правителем імперії була мати попереднього імператора, імператриця пані Лян, бабуся Лі Ґаньшуня, яку він страшенно любив. Вона і стала його регентом.
За час правління пані Лян в Сі Ся продовжувалися процеси ослаблення економічного і військового потенціалу імперії, процвітала політична корупція. Цим поспішала скористатися Північна Сун і розпочаля ряд успішних військових кампаній.
Лі Ґаньшунь розпочав фактично управляти імперією у 1099 році, коли його бабусю, пані Лян, було отруєно і йому виповнилося 16 років. Розпочав боротьбу із політичною корупцією, зменшивши політичний вплив тангутських племінних кланів. Поліпшив централізацію військового і політичного управління, зміцнивши свою владу. Таким чином було зміцнений військовий і політичний потенціал Сі Ся.
Були знижені податки. Значний розвиток отримало сільське господарство і продовжувало розвиватися зрошувальне землеробство. В результаті також зріс і економічний потенціал. Західна Ся і стала більш соціально і економічно розвиненою. Лі Ґаньшунь також поліпшив і проводив розумну зовнішню політику.
Значну увагу приділив духовному розвитку суспільства. Для зміцнення впливу буддизму були перекладені тангутською мовою і поширені священні писання.

## Сини імператора
В історичних записах наведені дані про таких синів Лі Ґаньшуня:
- Принц Лі Женьсяо (після смерті батька став імператором з іменем Женьцзун);
- Принц Лі Женью.

## Смерть імператора
Помер 1 липня 1139 у віці 56 років. Був похований у мавзолеї Сяньлін (спрощ.: 献陵; піньїнь: Xiàn líng) пантеону Західної Ся. Посмертне ім'я Чженвень Хуанді (спрощ.: 圣文皇帝; піньїнь: Shèngwén Huángdì).